# City Night Line

Logo der CNL

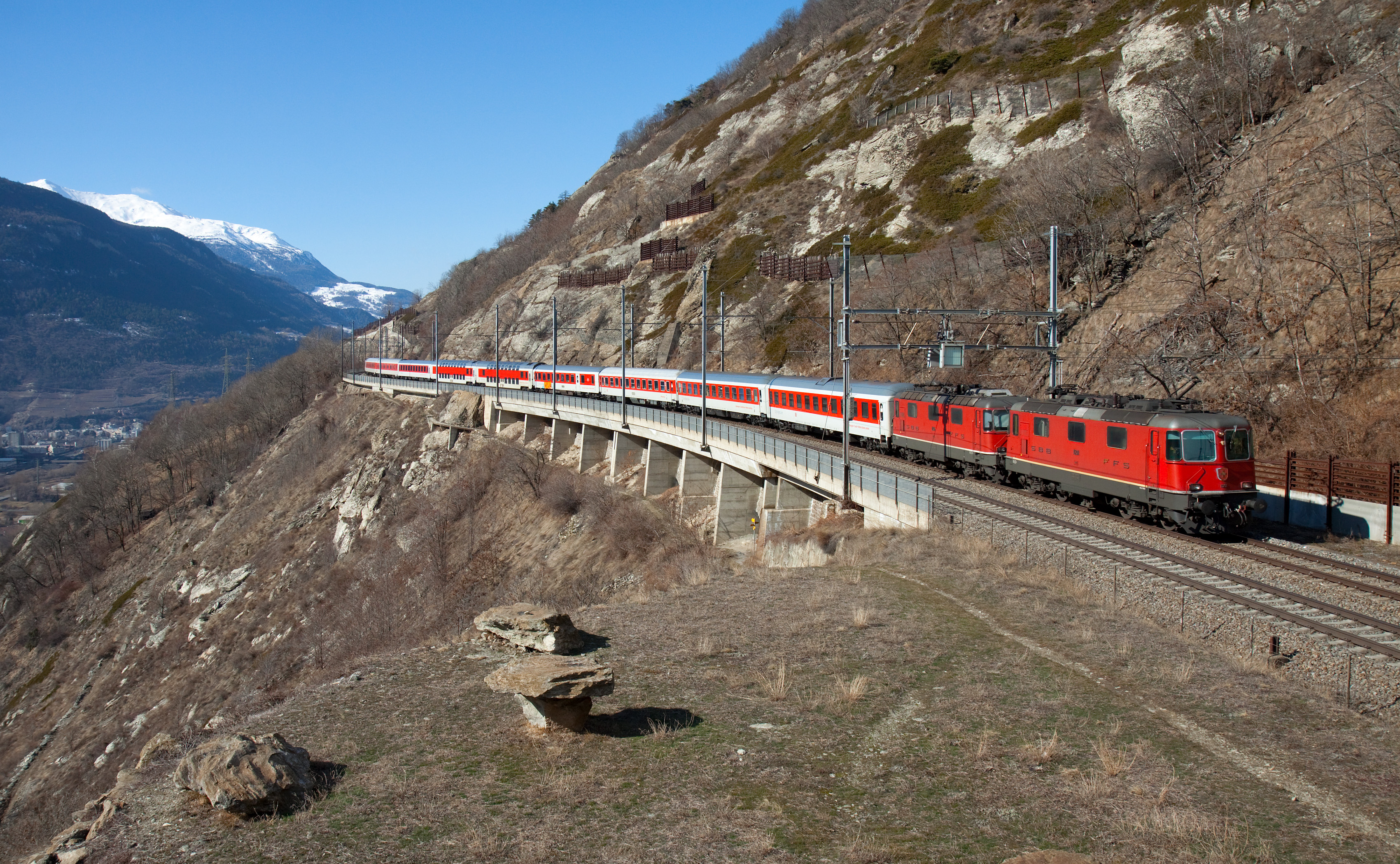
Saisonaler CityNightLine-Zug auf der Lötschberg-Südrampe kurz vor Brig-Glis (Schweiz)

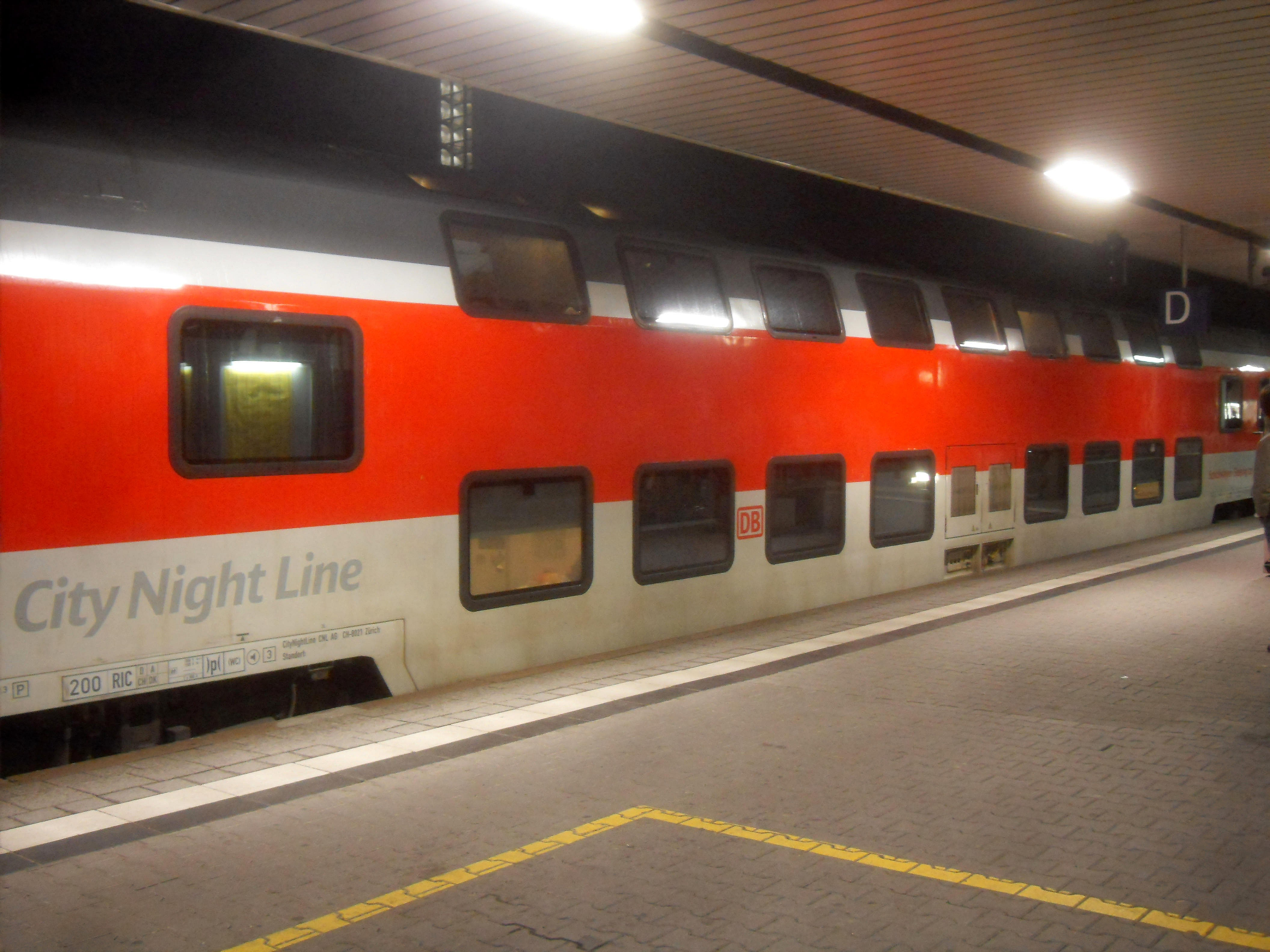
Doppelstock-Schlafwagen der CityNightLine

City Night Line (Abkürzung: CNL, Wagenfarben: weiß/rot, vorher dunkelblau/gelb, Logo im Schweizer Kursbuch: ) war eine Zuggattung für Nachtreisezüge in Europa. Sie wurde seit 2013 unmittelbar von der DB Fernverkehr betrieben. Das Personal stellte DB European Railservice. Zur CNL gehörte der letzte noch von DB oder ihren Tochterunternehmen betriebene innerdeutsche Nachtzug München–Hamburg sowie Verbindungen zwischen Deutschland und der Tschechischen Republik, den Niederlanden, der Schweiz sowie Italien via Österreich.
Wie bereits Ende 2015 angekündigt, stellte DB Fernverkehr ungeachtet der starken Kritik den Nachtzugverkehr zum Fahrplanwechsel im Dezember 2016 ein. Einen Teil des bisherigen CNL-Angebotes übernahmen die ÖBB-Personenverkehr, die hierfür auch einen Teil der Schlaf- und Liegewagen der DB erwarben. Die Züge verkehren seitdem unter dem Markennamen nightjet.

## Geschichte

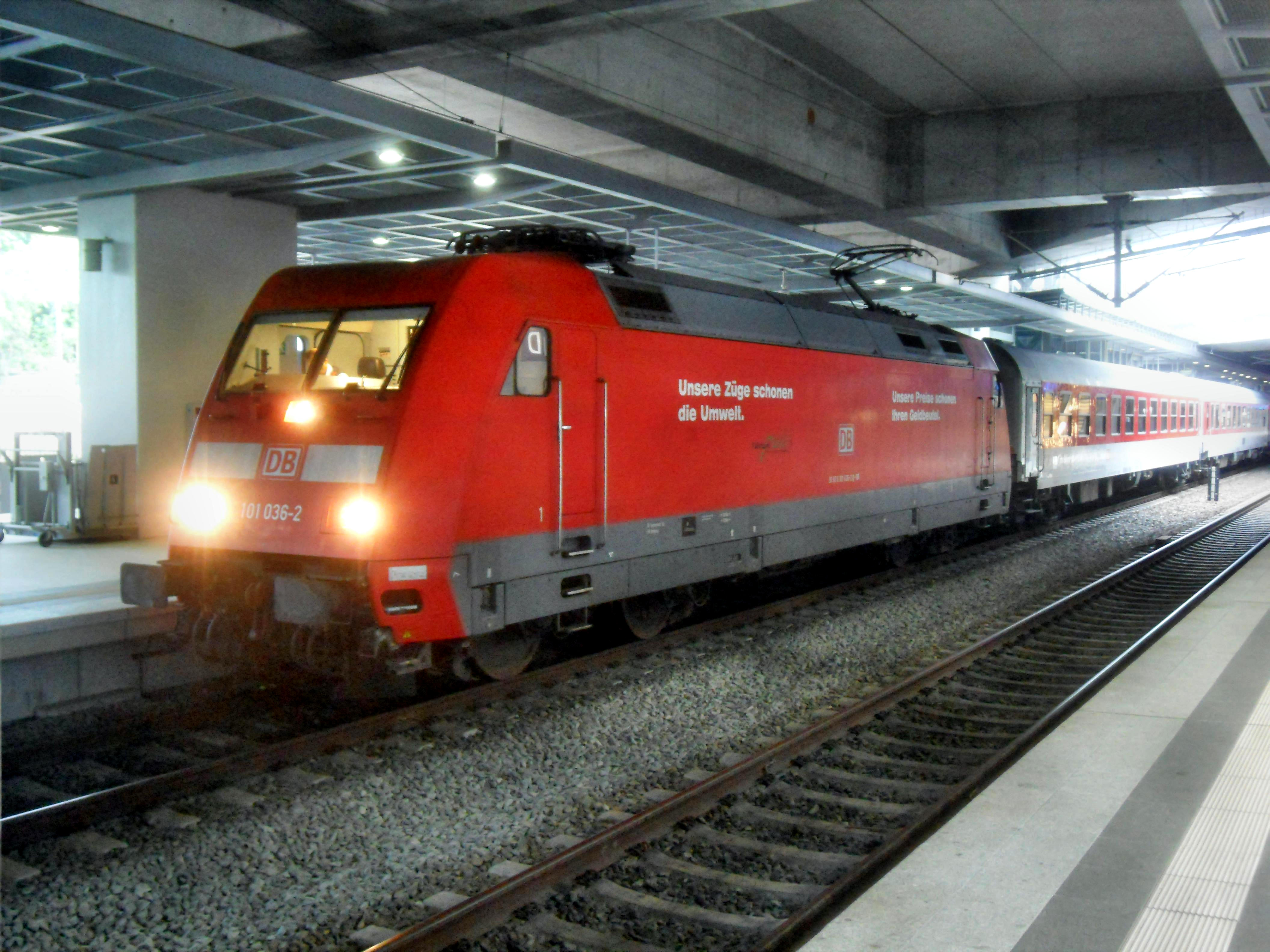
City Night Line mit Triebfahrzeug der DB-Baureihe 101 im Bahnhof Berlin Südkreuz auf dem Weg nach Paris (2010)

Das im CNL zusammengefasste Nachtzugangebot der Deutschen Bahn wurde in den letzten Jahrzehnten vor der Einstellung sukzessive reduziert, beispielsweise gab es in den 1990er Jahren mehr als je eine Verbindung nächtlich zwischen München und Rom bzw. München und Berlin.
1998 wurde das Nachtzuggeschäft der Deutschen Bahn mit den Zuggattungen EN (EuroNight) und UEx (Urlaubsexpress) von DB Fernverkehr in die DB AutoZug ausgelagert. Ein Jahr später wurde die CityNightLine mit Sitz in Zürich, die bis dahin ein Gemeinschaftsunternehmen der DB, der ÖBB und der SBB war, eine 100-prozentige Tochter der DB Fernverkehr. Sie wurde zusammen mit der DB Autozug geführt. Somit lag die Verantwortung für alle Nachtzuggattungen, die den Kern des City-Night-Line-Netzes bildeten, ab diesem Zeitpunkt in einer Hand. Service, Wagenmaterial und Preise der CityNightLine und ihres deutschen Pendants wurden jedoch getrennt weitergeführt. Ziel des City-Night-Line-Liniennetzes war es, das europäische Fernverkehrsnetz auf langen Reiseweiten zu ergänzen. Fahrzeiten von über sechs Stunden wurden in die Nacht verlagert und konnten so ohne zusätzlichen Zeitverlust im Schlaf zurückgelegt werden. Die City-Night-Line-Züge wurden in einem Flügelzugsystem gefahren. Beispielsweise fuhren die Zugteile der Linien Amsterdam–München und Amsterdam–Zürich gemeinsam bis Frankfurt (Main) Hauptbahnhof, wo sie getrennt wurden.

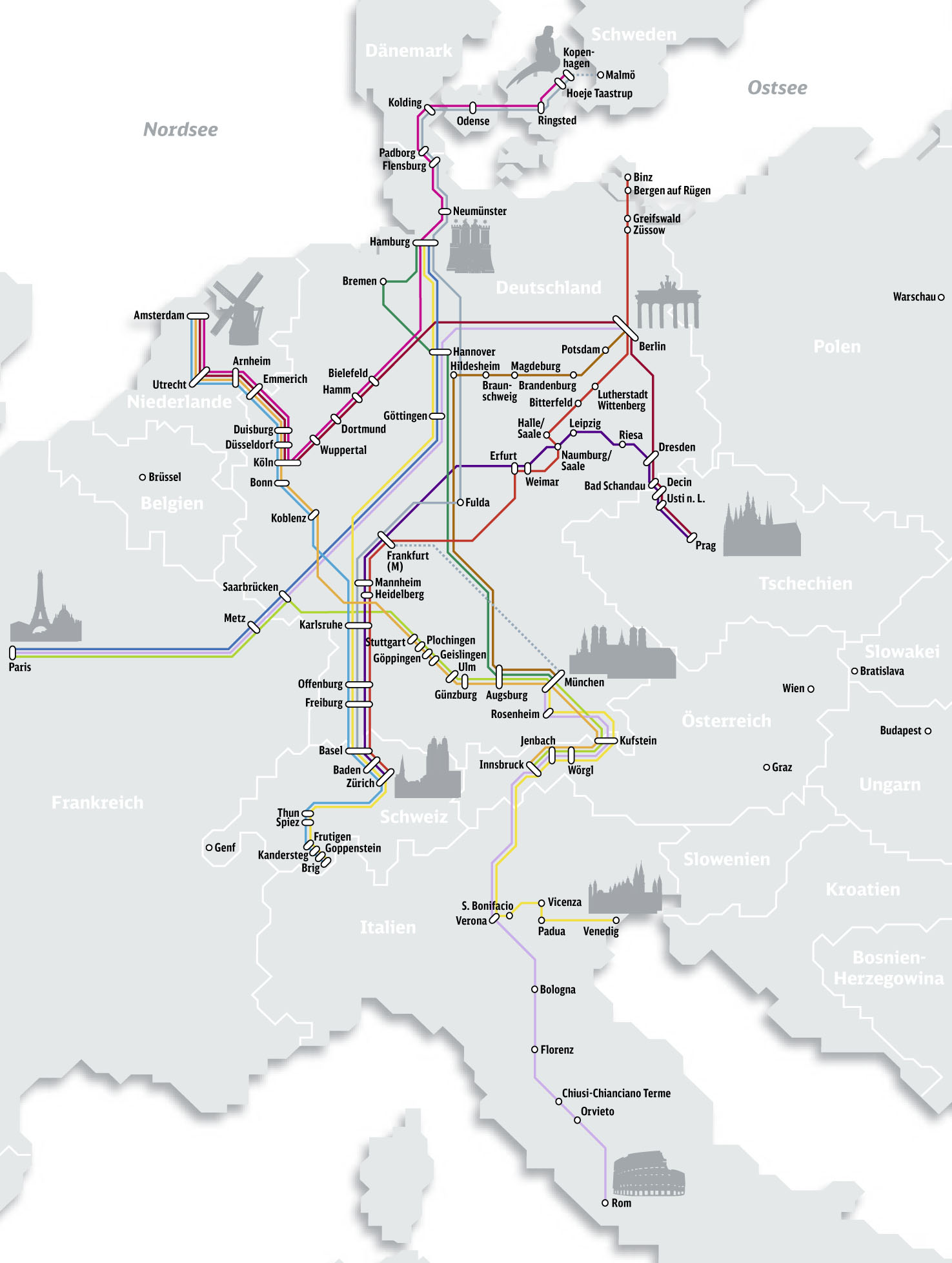
CNL Netz FDP 2010/2011

Parallel zur unternehmerischen Integration wurden die Nachtzüge der DB Autozug in die Zuggattung DB Nachtzug umbenannt. Zum Fahrplanwechsel am 15. Dezember 2002 war das DB-Nachtzug-Angebot auf 20 Züge ausgebaut worden. Mit dem Aufkommen der Billigfluggesellschaften und dem Ausbau des internationalen Hochgeschwindigkeitsnetzes im Eisenbahnverkehr sah die DB die Notwendigkeit, den Nachtreiseverkehr auf die geänderten Anforderungen des Verkehrsmarktes auszurichten. Ziel war, die Nachtreiseverkehre als Ergänzungsprodukt zum Hochgeschwindigkeitsverkehr auf langen Distanzen (zwischen 800 und 1500 km) zu etablieren. Um dies zu erreichen, wurden die bestehenden Zuggattungen CityNightLine (CNL), DB NachtZug (NZ) und UrlaubsExpress (UEx) in das neue Produkt City Night Line (CNL) integriert. Parallel wurde das Produkt in die Preissysteme und den Vertrieb des jeweiligen Abfahrtslandes integriert. Das Liniennetz wurde entsprechend der Zielsetzung neu konzipiert: Parallelverbindungen zum Fernverkehr wurden gestrichen, Linien gezielt verlängert und stark saisonale und touristische Destinationen zugunsten täglicher Verbindungen aufgegeben. Im Zuge der Bündelung des Angebotes wurden ältere Reisezugwagen außer Dienst gestellt. Die gesamte Flotte von Schlaf-, Liege- und Ruhesesselwagen war seither durchgehend klimatisiert. Die Wagen erhielten ein einheitliches Erscheinungsbild in weiß mit rotem Fensterband. Türen sind ganz in weiß gehalten. Der Service wurde über alle Linien standardisiert.
Zum 1. Januar 2010 wurde die City Night Line CNL von der DB AutoZug, ebenfalls eine hundertprozentige Tochter von DB Fernverkehr, übernommen. Im September 2013 wurde DB AutoZug aufgelöst und auf DB Fernverkehr verschmolzen.
Bis 2014 gab es fünf jeweils auf Teilstrecken zusammengefasste Gruppen von CNL-Linien:
- die gegabelten Zugläufe München ↔ Mailand/Rom und
- München ↔ Berlin/Hamburg,
- den mit einem EN Wien ↔ Venedig gegabelten CNL München ↔ Venedig,
- sechs auf Teilstrecken gekoppelte Linien zwischen Amsterdam ↔ München / Zürich (–Chur), Paris ↔ Hamburg / Berlin (–Binz) / München (-Innsbruck) sowie Hamburg ↔ Zürich (–Chur), mit Umkopplung in Mannheim, sowie
- sieben auf Teilstrecken gekoppelte Linien zwischen Amsterdam (über Köln), Kopenhagen (über Hamburg), Zürich bzw. Basel, Warschau und Prag (z. T. über Berlin). Hierzu gehörten die drei Verbindungen zwischen Amsterdam, Kopenhagen und Prag, die jeweils paarweise zusammengefasst waren, sich in beiden Richtungen gleichzeitig in Hannover trafen und dort die Teilzüge austauschten. Beispielsweise wurde von den beiden Teilzügen von Kopenhagen nach Amsterdam bzw. Prag in Hannover der eine an den Teilzug von Prag nach Amsterdam angekoppelt, der andere an den Teilzug der Gegenrichtung von Amsterdam nach Prag. In Berlin wurde noch ein Zugteil Amsterdam–Warschau abgespalten, in Hannover ein Zuglauf Kopenhagen–Basel. Nur auf der Teilstrecke Prag–Dresden erfolgte eine Kopplung mit der Verbindung Prag–Zürich, die überwiegend als Gabelzug mit dem Zuglauf (Binz–) Berlin – Zürich ausgeführt war.

Zum Fahrplanwechsel am 15. Dezember 2014 erfolgten deutliche Einschränkungen des Netzes, dabei entfielen die folgenden Linien:
| Zugnummer       | Zugname    | Ehemaliger Zuglauf            |
| --------------- | ---------- | ----------------------------- |
| CNL 40447/40473 | Borealis   | Amsterdam – Kopenhagen        |
| CNL 450/451     | Perseus    | Paris – Berlin                |
| CNL 40418/40451 | Cassiopeia | (Innsbruck –) München – Paris |
| CNL 473/472     | Aurora     | Kopenhagen – Basel            |
| CNL 40479/50451 | Andromeda  | Hamburg – Paris               |
| CNL 50456/50473 | Orion      | Prag – Kopenhagen             |

Zum Fahrplanwechsel am 13. Dezember 2015 wurde der CityNightLine Capella (München Ost – Berlin-Lichtenberg) eingestellt. Seitdem fand zwischen München und Berlin kein Nachtzugverkehr mehr statt.
Die Deutsche Bahn kündigte Ende 2015 an, den Nachtzugverkehr zum Fahrplanwechsel 2016 einzustellen. Als Ursachen wurden unter anderem ein überaltertes Wagenmaterial, steigender Wettbewerbsdruck und eine niedrige Qualität genannt. Als Ersatz baute die DB Fernverkehr das nächtliche IC- und ICE-Angebot aus, teilweise als saisonale Verbindungen. International sollen IC-Nachtbusse zum Einsatz kommen. Daneben übernahm die ÖBB-Personenverkehr einen Teil der Nachtzugverbindungen, teilweise jedoch mit abweichenden Laufwegen (zum Beispiel Zürich–Prag über Innsbruck und Salzburg statt über Frankfurt (Main)). Die ÖBB übernahmen das Nachtzugpersonal der Deutschen Bahn allerdings nicht. Die Deutsche Bahn habe nach eigenen Angaben von Mitte 2016 bei einem Umsatz von 90 Millionen Euro ein Rekorddefizit von 30 Millionen Euro erzielt. Eine Vielzahl von Organisationen wie z. B. VCD, Back-On-Track und Allianz pro Schiene unterstützen Initiativen und Petitionen, die Nachtzüge als klimafreundliche Alternative zum Flugverkehr erhalten und ausbauen wollen. Einen Teil des bisherigen CNL-Angebotes übernahmen die ÖBB-Personenverkehr, die hierfür auch einen Teil der Schlaf- und Liegewagen der DB erwarben. Die Züge verkehren seitdem unter dem Markennamen nightjet.

## Ausstattung der Züge
City-Night-Line-Züge führten verschiedene Komfortkategorien. So wurden neben Liegewagen, Schlafwagen und Speisewagen auch klassische Abteil-Sitzwagen und Großraumwagen mit Ruhesesseln für preisbewusstere Kundschaft eingesetzt. Auf fast allen Linien boten die Züge ein spezielles Abteil für mobilitätseingeschränkte Reisende. Um die Gepäckmitnahme zu erleichtern, wurden entweder kombinierte Liege-/Gepäckwagen oder Sitzwagen mit speziellem Gepäck-/Fahrradabteil eingesetzt.

### Schlafwagen
In City-Night-Line-Zügen kamen über die Jahre verschiedene Schlafwagentypen zum Einsatz. Unter der Marke „City Night Line“ wurden vorwiegend moderne Schlafwagen des Typs WLABmz 173 „Siemens Comfortline“ und Doppelstockschlafwagen des Typs WLABm 171 bzw. WLBm 172 eingesetzt.

#### WLABmz 173 – Siemens Comfortline
Die eigens für den CNL-Verkehr entwickelten und 2003 bis 2005 gebauten Siemens Comfortline Schlafwagen WLABmz 173.1 zählten zu den neuesten Fahrzeugen im Bestand. Sie dürfen bis zu 200 km/h schnell fahren, sind luftgefedert, mehrspannungsfähig und so im gesamten regelspurigen RIC-Raum einsetzbar. Die Wagen sind klimatisiert und bieten je Abteil drei Betten mit echter Matratze. Die Deluxe-Abteile verfügen über ein eigenes Bad nebst Dusche, Waschgelegenheit und WC. Ansonsten befindet sich in jedem gewöhnlichen Abteil eine Steckdose und ein Waschbecken, Dusche und WC hingegen sind am Gang.
Zuletzt wurden ausschließlich diese Schlafwagen eingesetzt. Alle Wagen dieser Art wurden im Dezember 2016 von ÖBB-Personenverkehr übernommen.

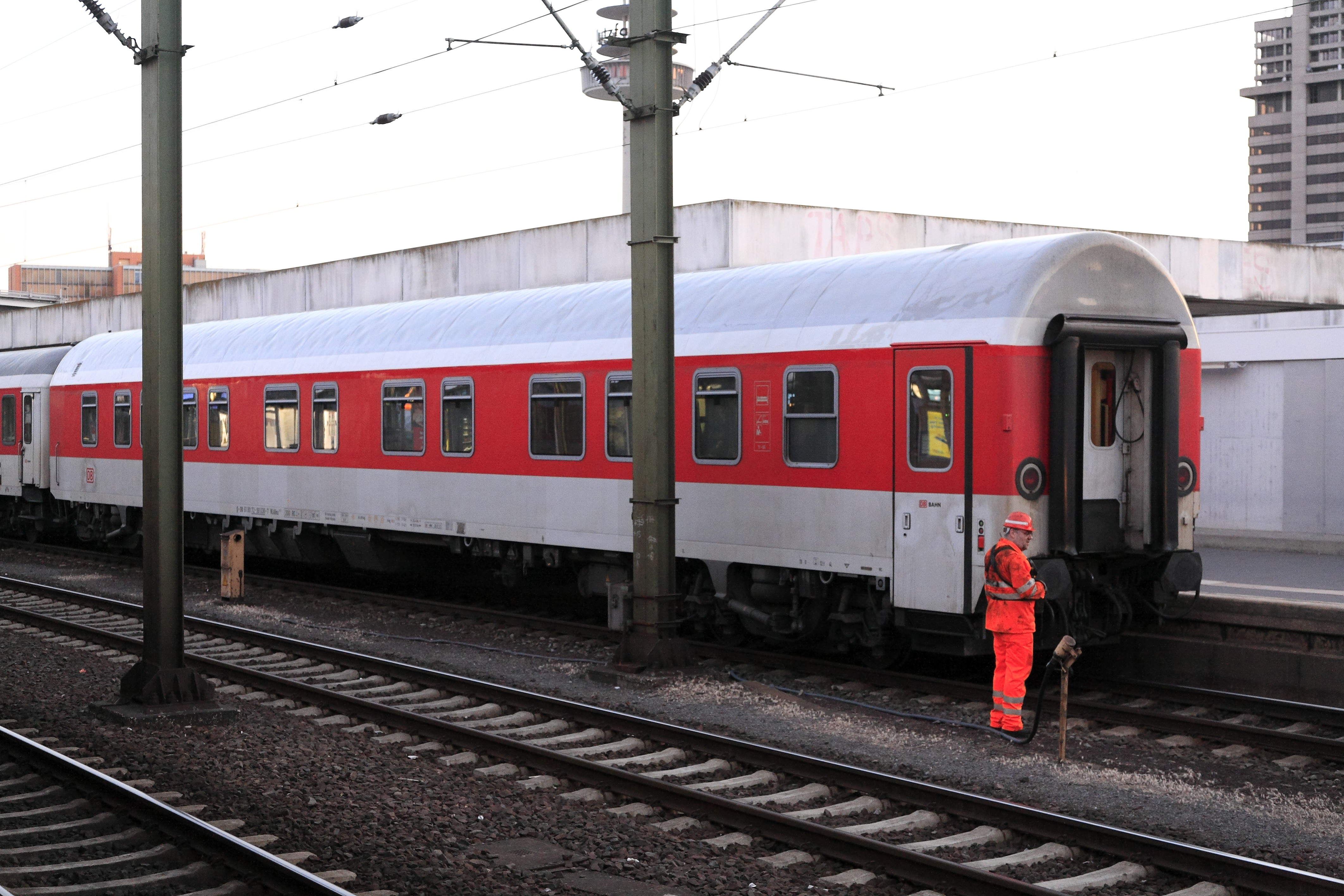
WLABmz 173.1 Siemens Comfortline von außen
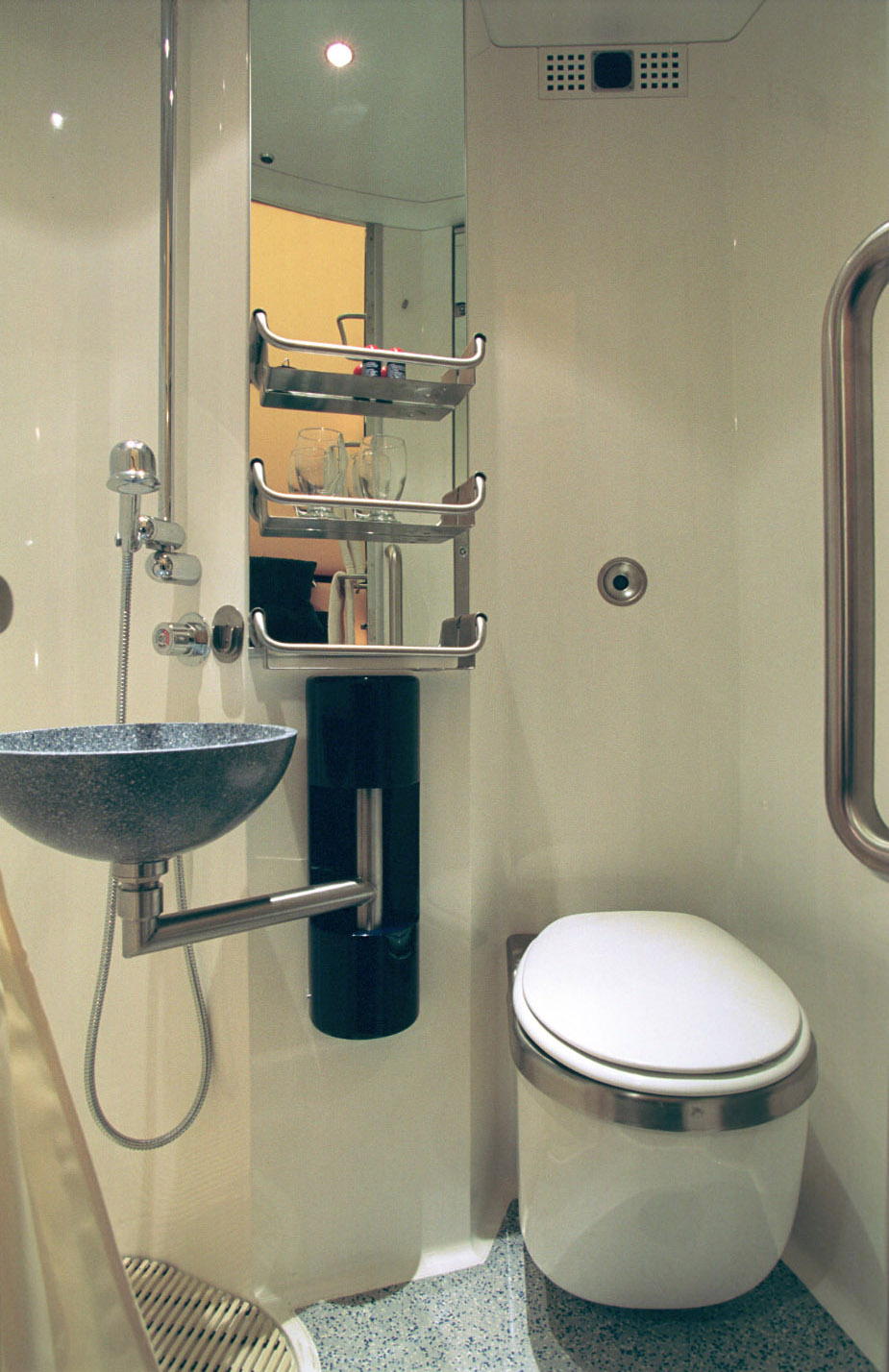
Bad im Schlafwagen (Comfortline-Deluxe)
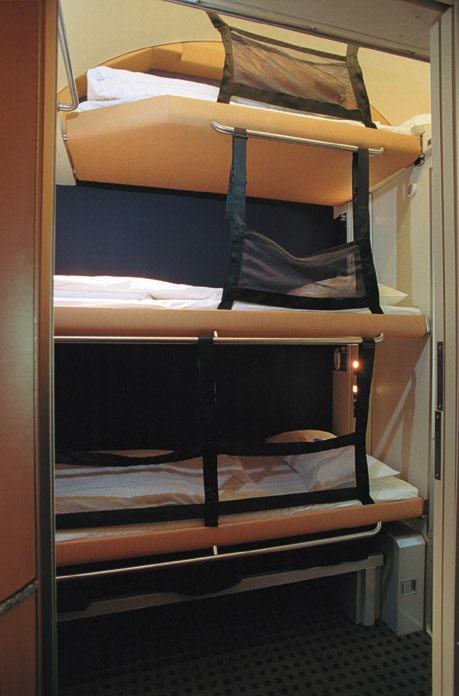
Betten im Schlafwagen (mit Kindersicherung)

#### WLABm 171 und WLBm 172 (ex DWL(A)Bm) – Doppelstockschlafwagen
Die Doppelstockschlafwagen wurden in den Jahren 1994 bis 1997 in der ersten Serie als Einspannungswagen (76-94) gebaut und in einer zweiten Serie 2004 als Mehrspänner (76-90) neu aufgelegt. Die Wagen verfügten in der WLAB-Variante über 4 Deluxe-Abteile in der 1. Klasse (Single/Double); 9 Economy-Abteile in der 2. Klasse (Single/Double) und 1 Vierer-Abteil in der 2. Klasse. Die reine Zweite-Klasse-Variante (WLB) hatte 17 Economy-Abteile in der 2. Klasse (Single/Double) und 2 Vierer-Abteile.

Aufgrund ihres Lichtraumprofils waren die Wagen nicht RIC-fähig und besaßen nur eine Zulassung für Deutschland, Österreich und die Schweiz. Später kam noch Dänemark hinzu.

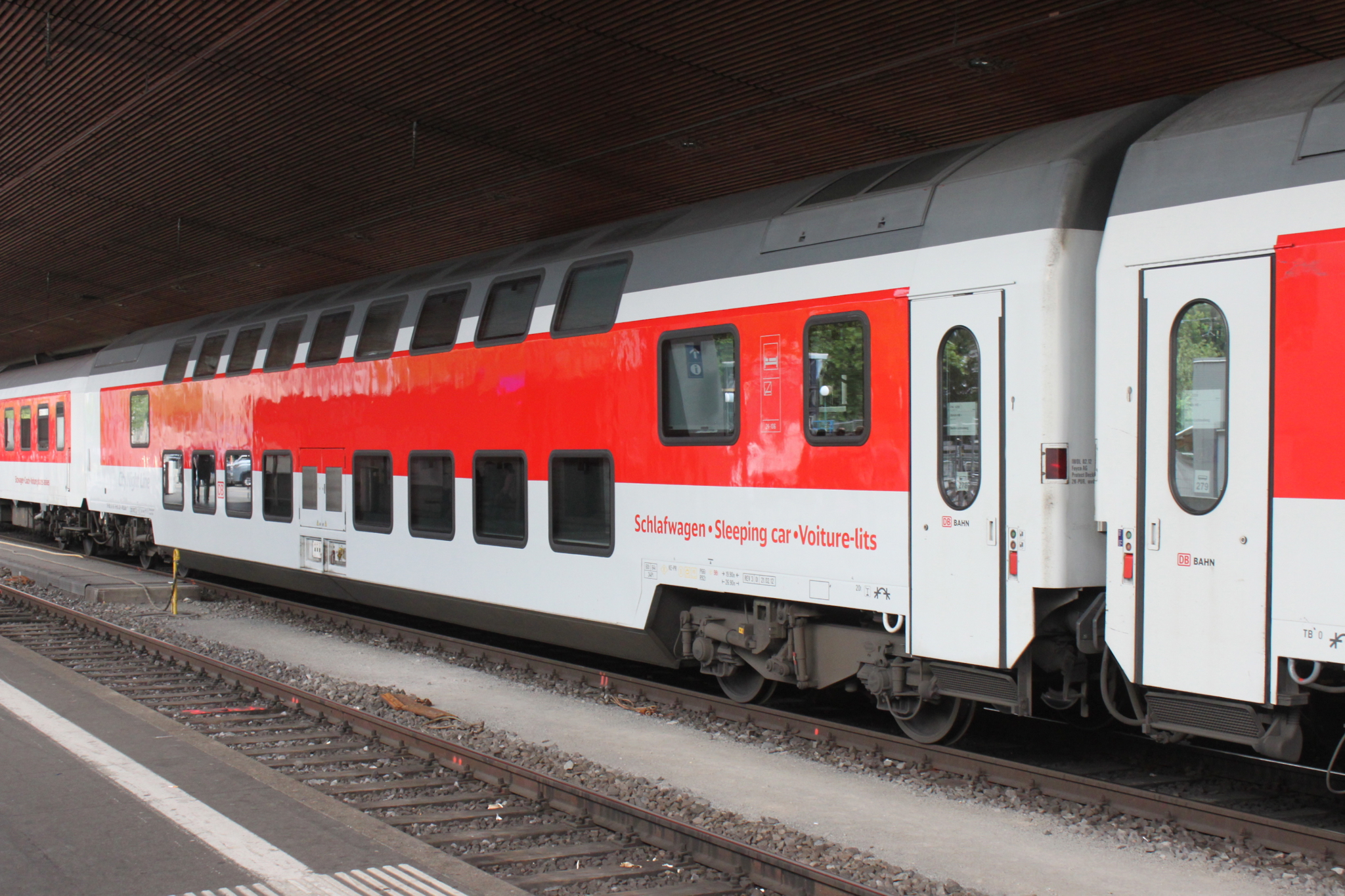
WLABm von außen auf der Abteilseite
Economy-Abteil 2. Klasse im Unterdeck
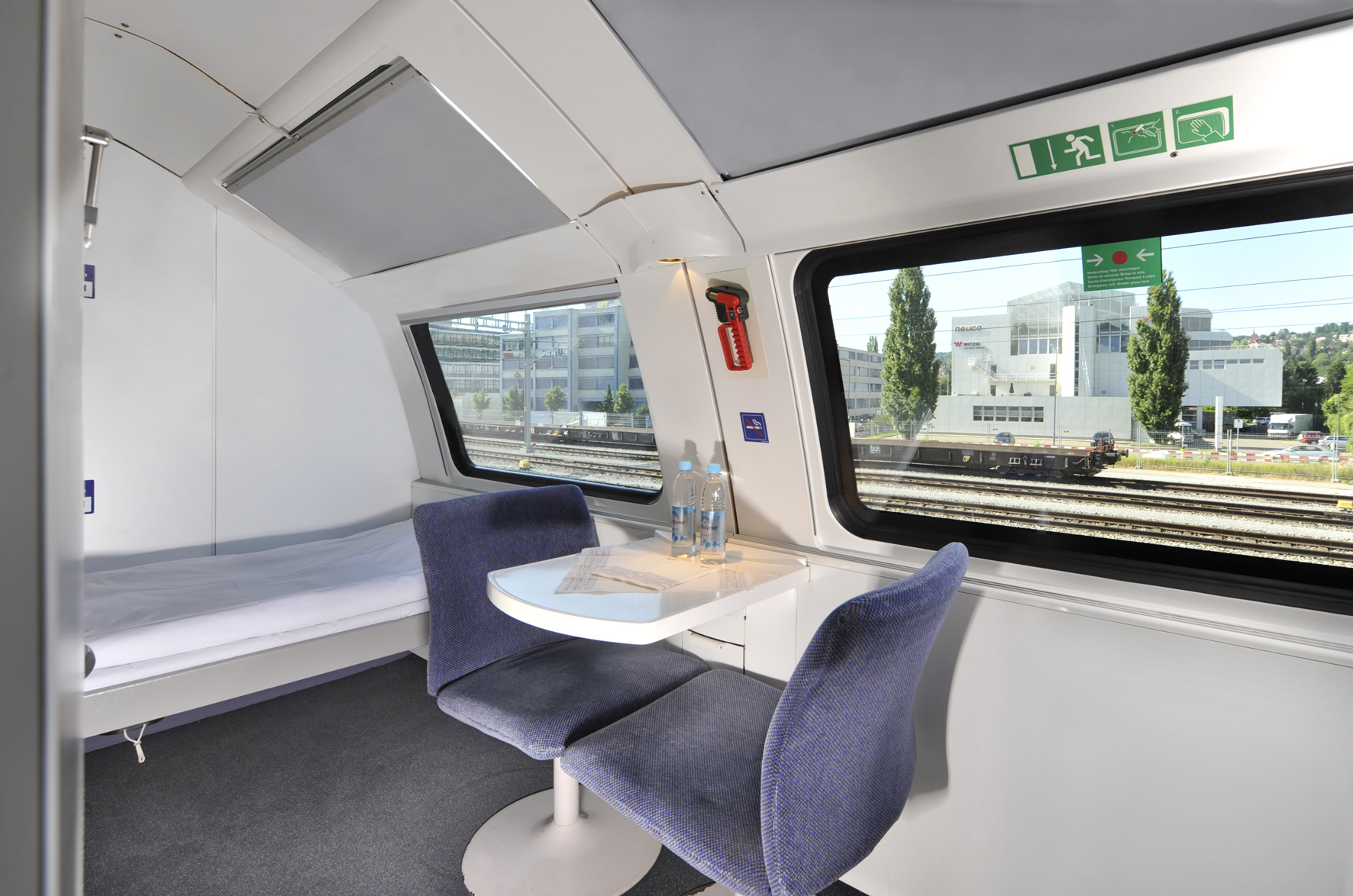
Deluxe-Abteil 1. Klasse im Oberdeck

### Liegewagen
Die Liegewagen wurden aus vorhandenen Typen der Deutschen Bundesbahn und der Deutschen Reichsbahn modernisiert und teilweise größeren Umbauten unterzogen. Die Liegewagen waren in der Regel mit sechs Liegen ausgestattet und waren in drei Unterarten im Einsatz, die sich in ihren Zusatzfunktionen unterscheiden.

#### Bvcmz 248.5 – Liegewagen mit 10 Abteilen
Die Liegewagen der Bauart 248.5 bildeten das Rückgrat der Liegewagenflotte. Sie gingen in den Jahren 1999 bis 2000 aus Umbauten von Bundesbahn-Liegewagen hervor und wurden leicht modernisiert, sind RIC-fähig und können mit bis zu 200 km/h im ganzen regelspurigen RIC-Raum eingesetzt werden. Die Wagen laufen auf klassischen stahlgefederten Minden-Deutz-LD36-Drehgestellen, verfügen über zehn Abteile mit jeweils sechs Liegen, ein Betreuerabteil mit Pritsche, Kühlschrank und Stauraum, klimatisierte Abteile, Übersetzfenster, drei Waschräume und zwei WCs. 

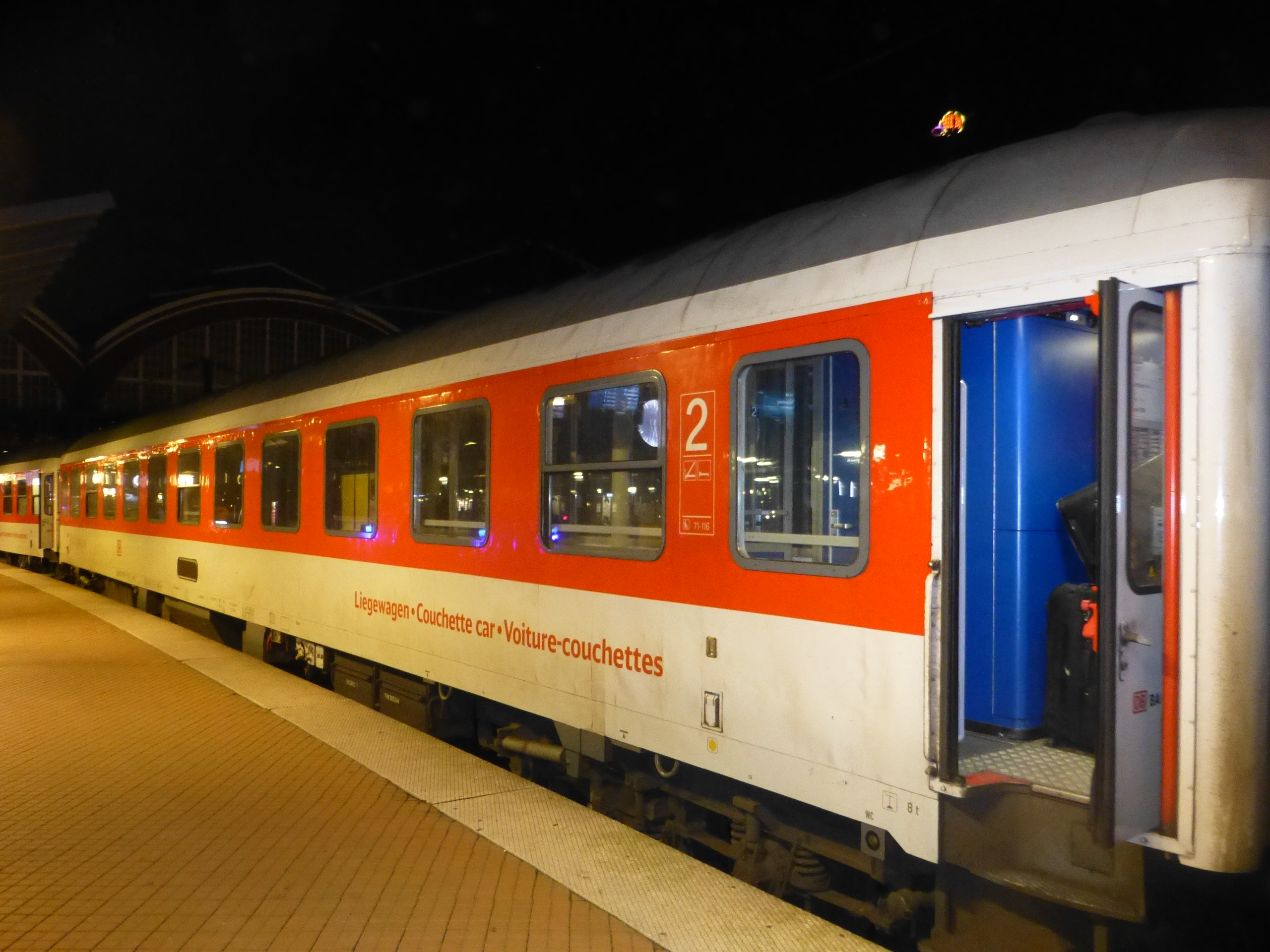
Bvcmz 248.5 in Kopenhagen
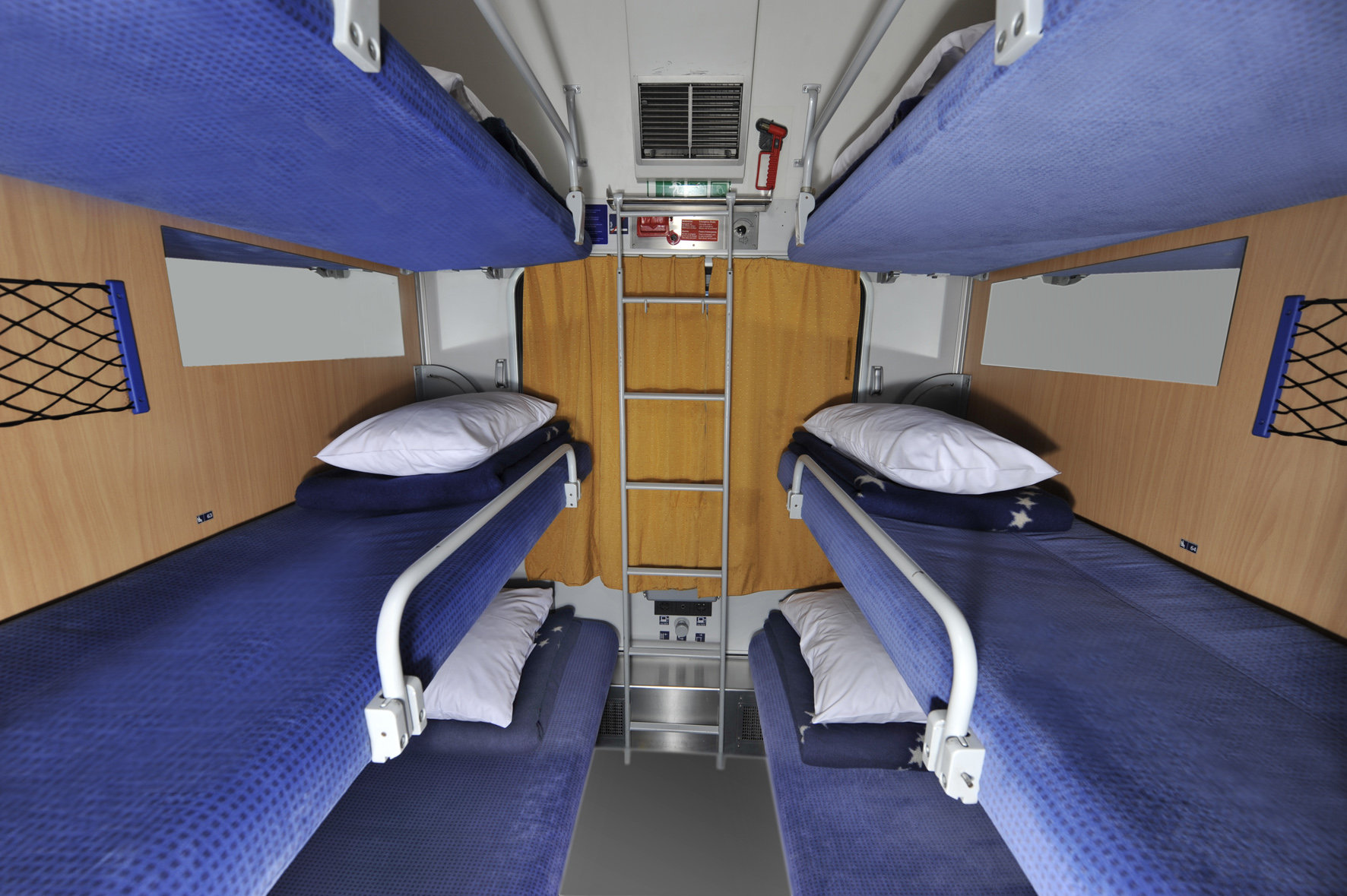
Der Wagen verfügt über 6er-Abteile

#### Bvcmbz 249.1 – Liegewagen mit 8 Abteilen und einem Abteil für mobilitätseingeschränkte Reisende
Auch die Bvcmbz 249.1 gingen aus Liegewagen der Bundesbahn hervor. Sie entsprechen weitestgehend den 248.5, jedoch mit kleinen Unterschieden. An Wagenende zwei befindet sich das Abteil und das WC für mobilitätseingeschränkte Reisende. Hier befindet sich auch die Drehfalttür, die durch einen kleinen Flügel verbreitert werden kann. Entsprechend fällt auf dieser Seite der Waschraum weg. Zudem laufen die Wagen auf moderneren Drehgestellen Minden-Deutz LD55, die man u. a. an den großen Federn erkennt.

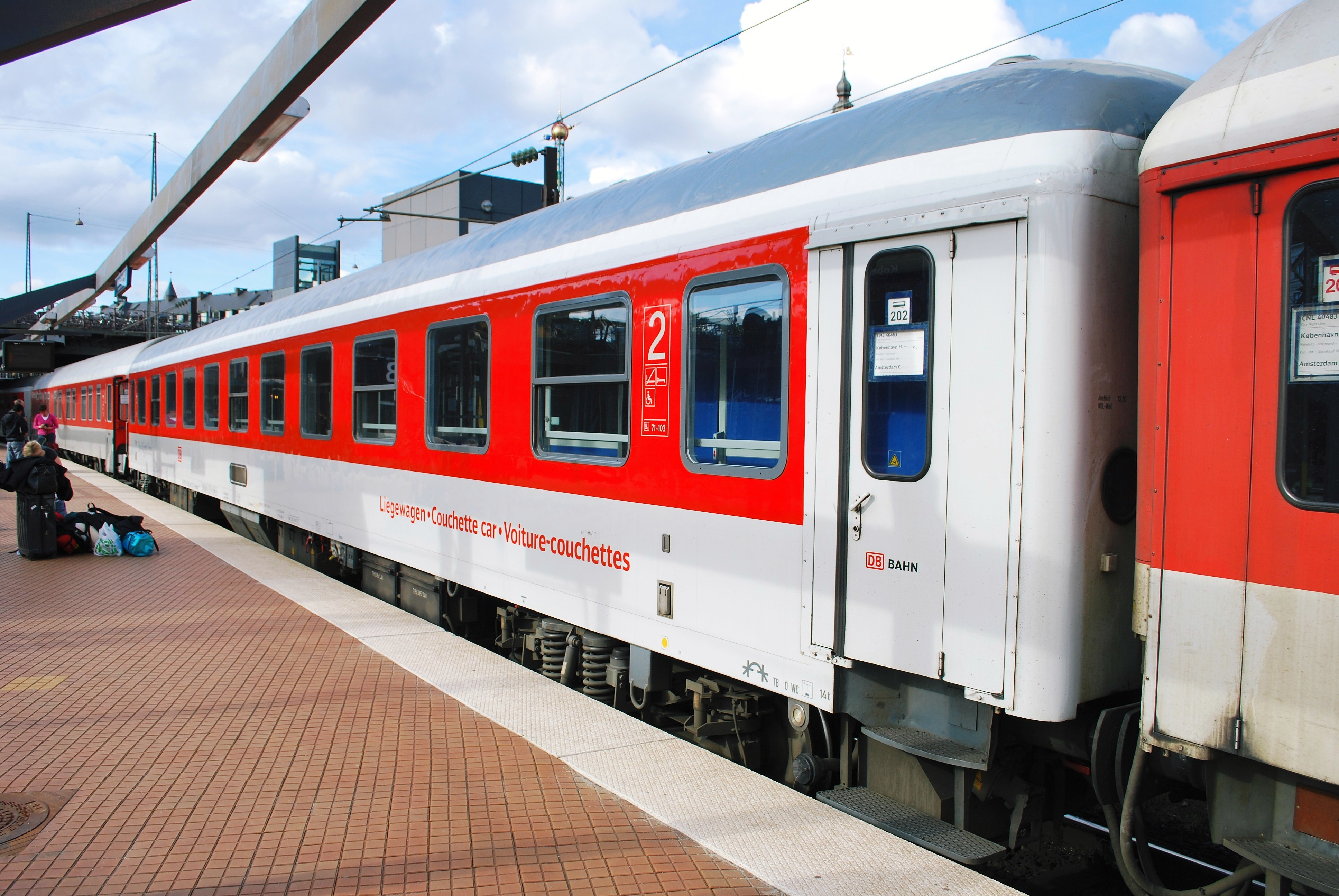
Einstiegstür auf der Seite des Rollstuhlabteils, mit kleinem Flügel, um Einstieg zu verbreitern.
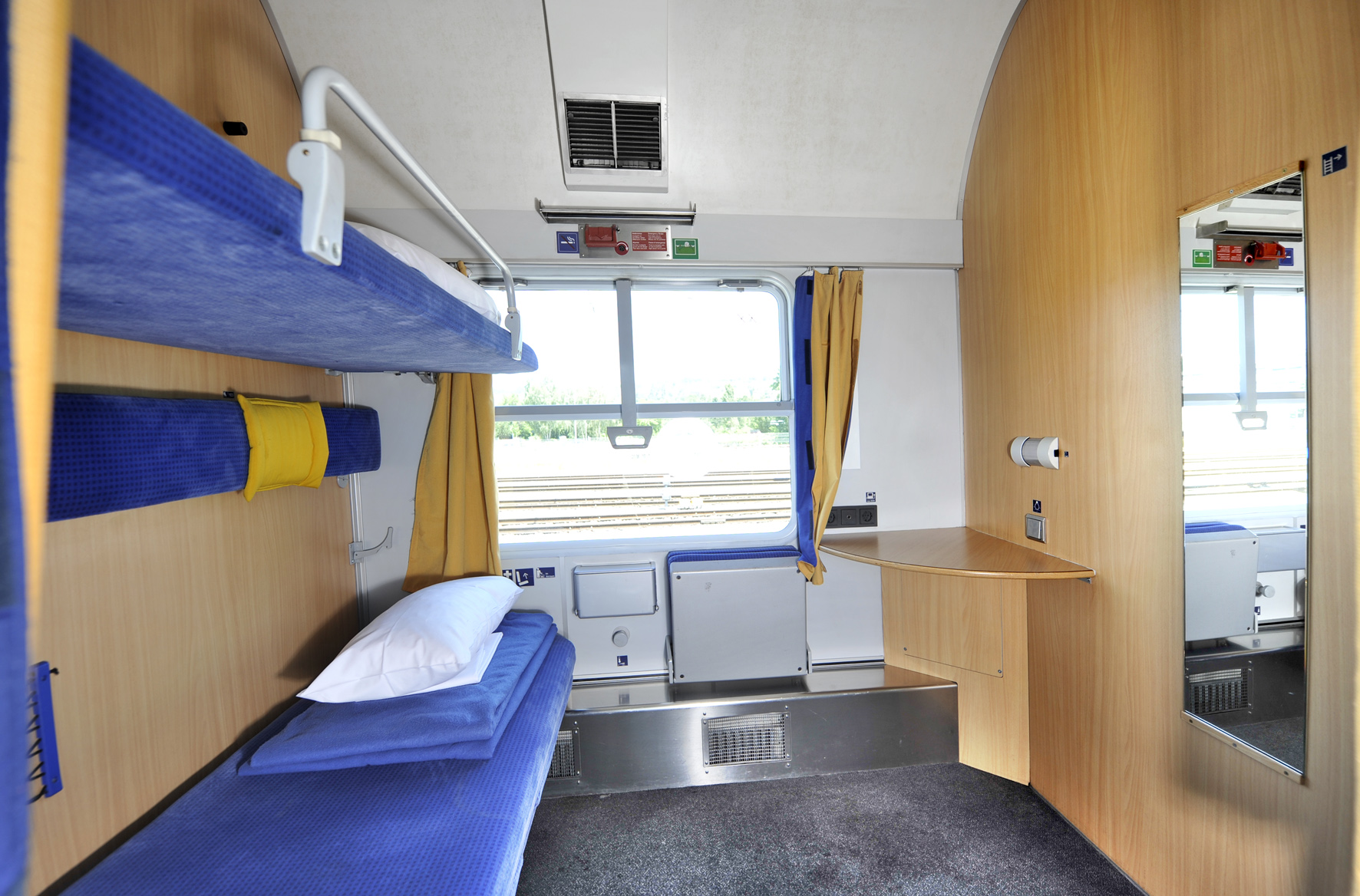
Rollstuhlabteil im Bvcmbz 249.1
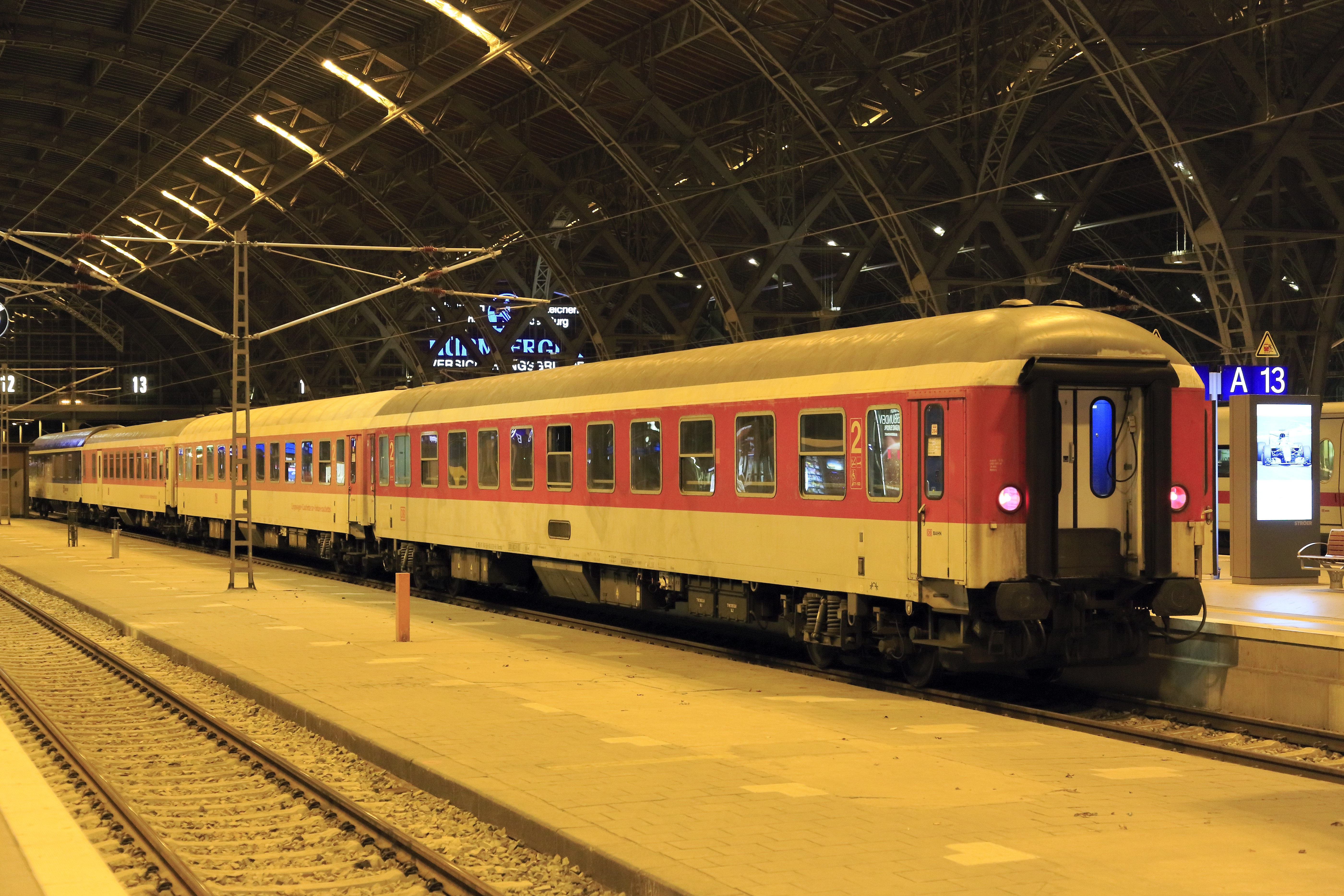
Bvcmbz 249.1 in Leipzig Hbf, zu erkennen an den Drehgestellen Bauart MD LD 52

Viele Wagen gingen nach Ende der City Night Line an private EVU wie Regiojet und BahnTouristikExpress, doch auch die ÖBB übernahmen einige Wagen.

#### BDcm 874.1 – Halbgepäck-Liegewagen
Als Ersatz für die Vollgepäckwagen wurden im Jahre 2003 15 Liegewagen umgebaut zu Halbgepäckwagen mit großem Gepäckraum und breiter Ladetür, die den Fahrrad- oder Skitransport vereinfachten. Auch ein Transport von größeren Traglasten war in ihnen möglich. Die Wagen verfügten neben einem großen Gepäckraum und einem kleinen Lagerraum über sechs Liegeabteile, ein Betreuerabteil mit Pritsche, ein WC und zwei Waschräume. 

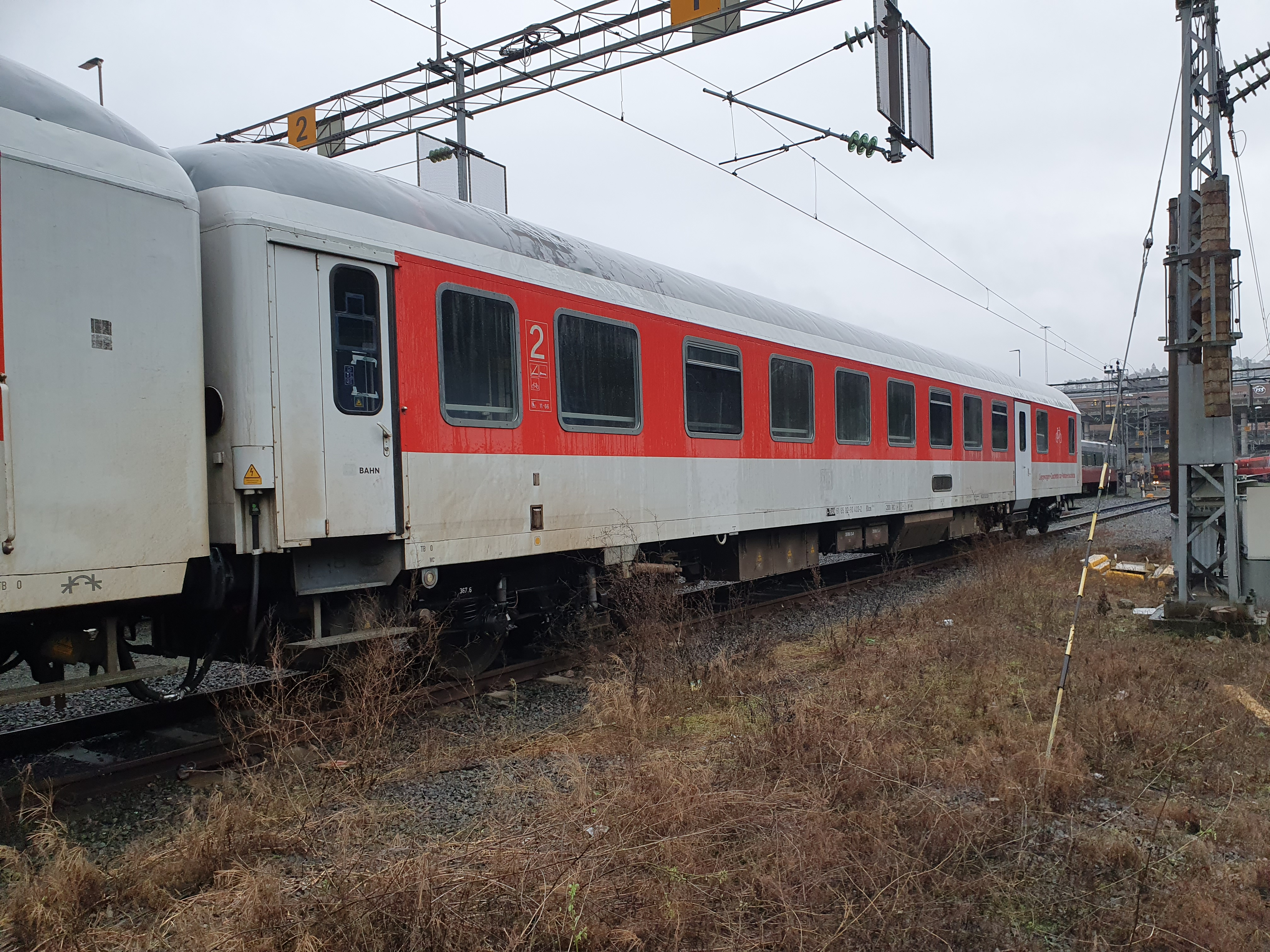
BDcm 847.1 von außen, im hinteren Zugteil die große Ladetür
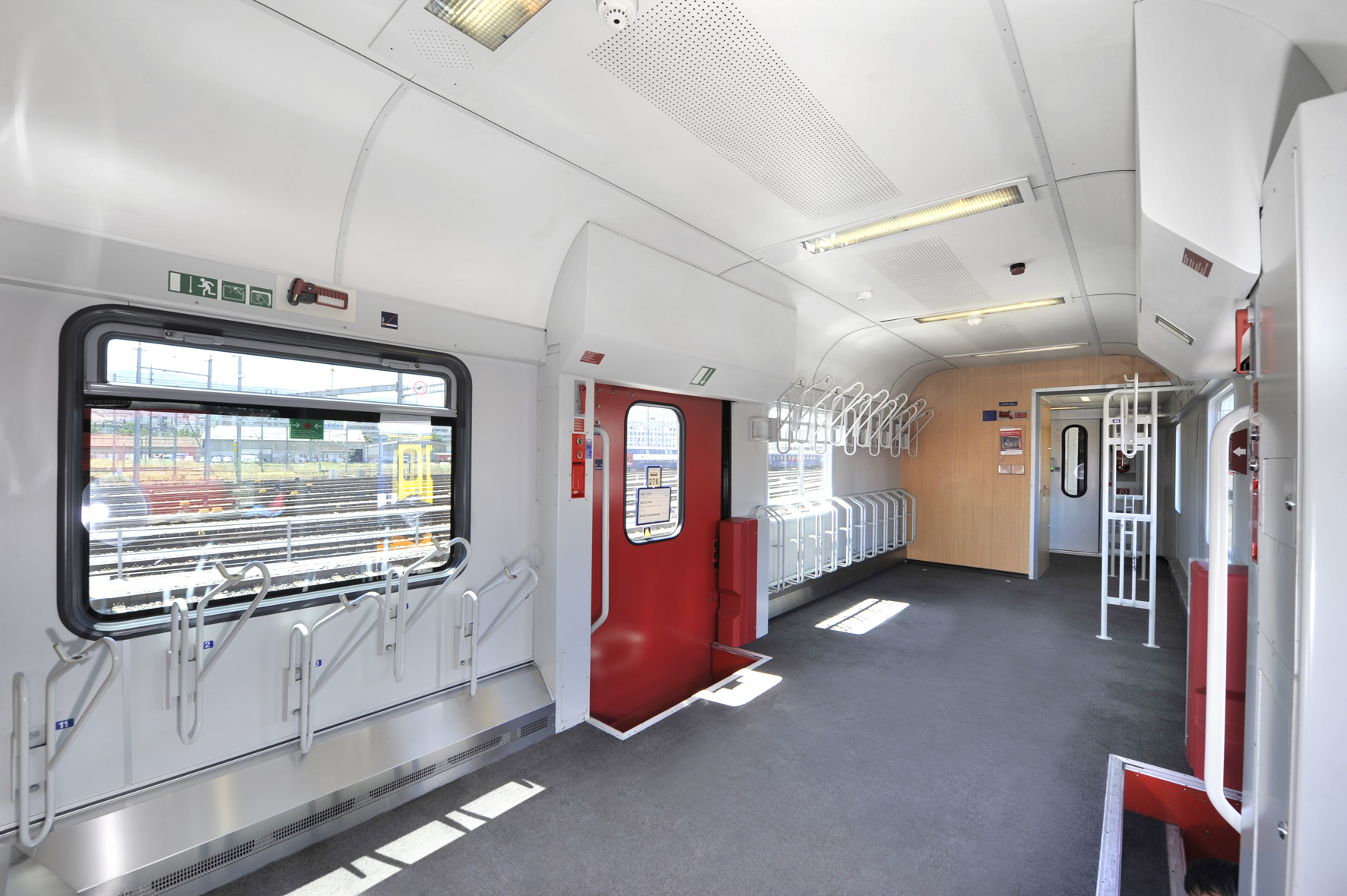
Gepäckraum von innen
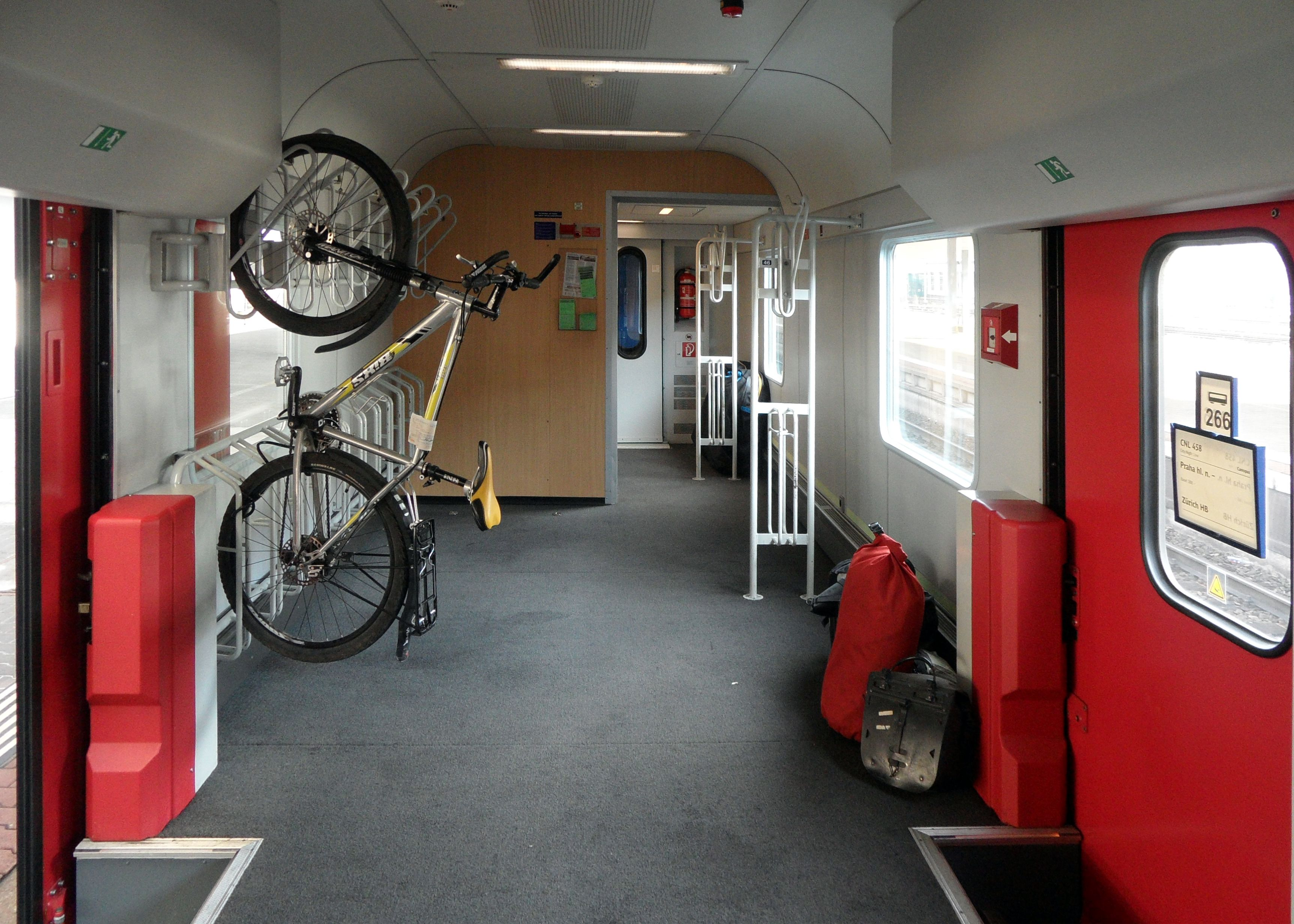
Gepäckraum mit Fahrrad

Ein Wagen gingen nach Ende der City Night Line an die norwegische Staatsbahn vy, Regiojet und TRI.

### Sitzwagen

#### Bpm 875 – Sleeperette-Sitzwagen mit Ruhesesseln
Ebenfalls aus Bundesbahn-Liegewagen umgebaut wurden 1995 bis 1996 die Bpm 875 Sleeperette-Sitzwagen mit Ruhesesseln, die Anfangs nur als Einspannungsvariante gebaut, aber im Jahre 2003 bis 2004 teilweise mehrspannungsfähig umgebaut wurden. Sie boten Platz für preisbewusste Reisende in 62 Ruhesesseln und verfügten über zwei WCs und zwei Waschräume. Teilweise wurden die Wagen ab 2011 nachträglich mit Fahrradstellplätzen ausgestattet.

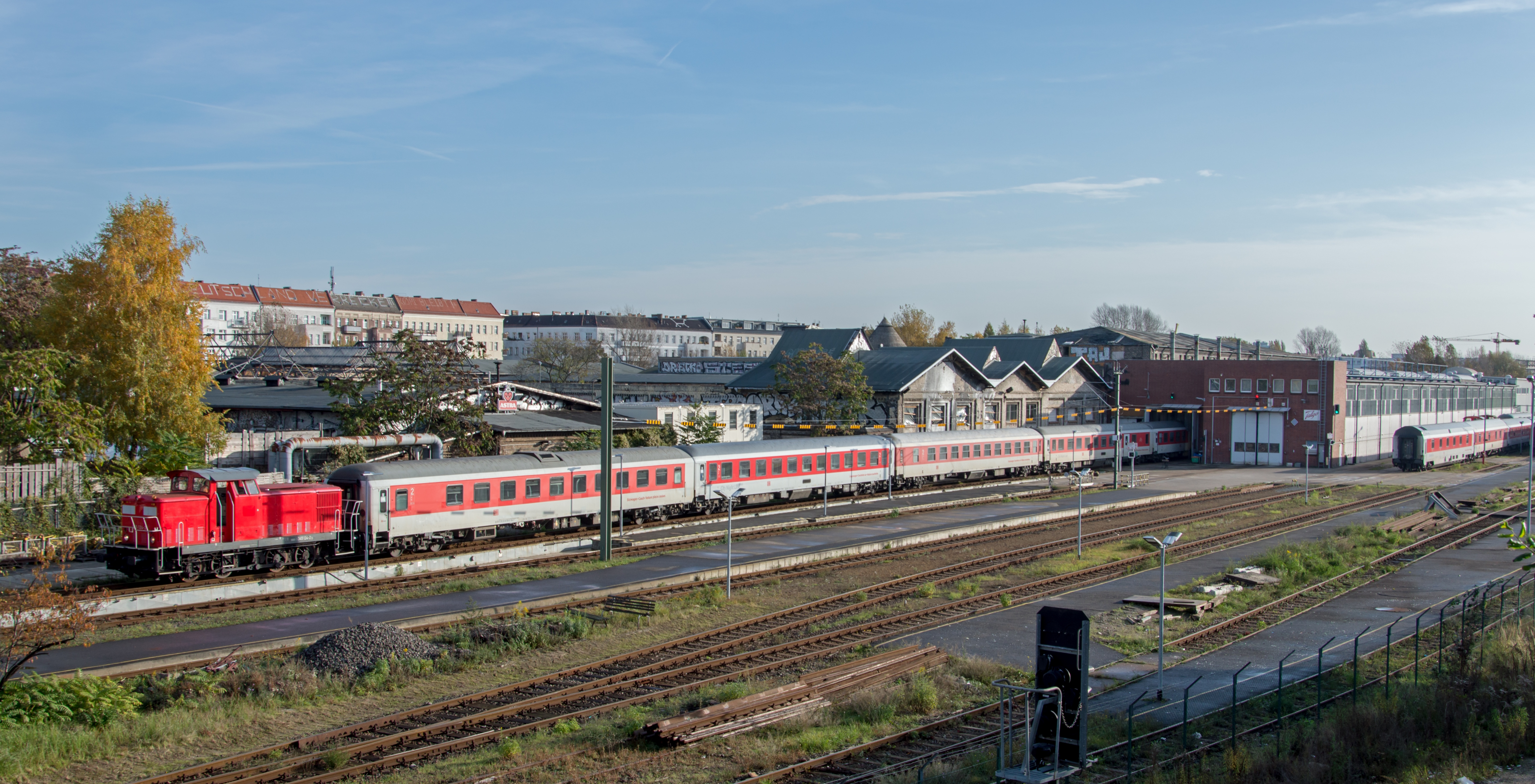
An erster Stelle hinter der Rangierlok ein Bpm 875
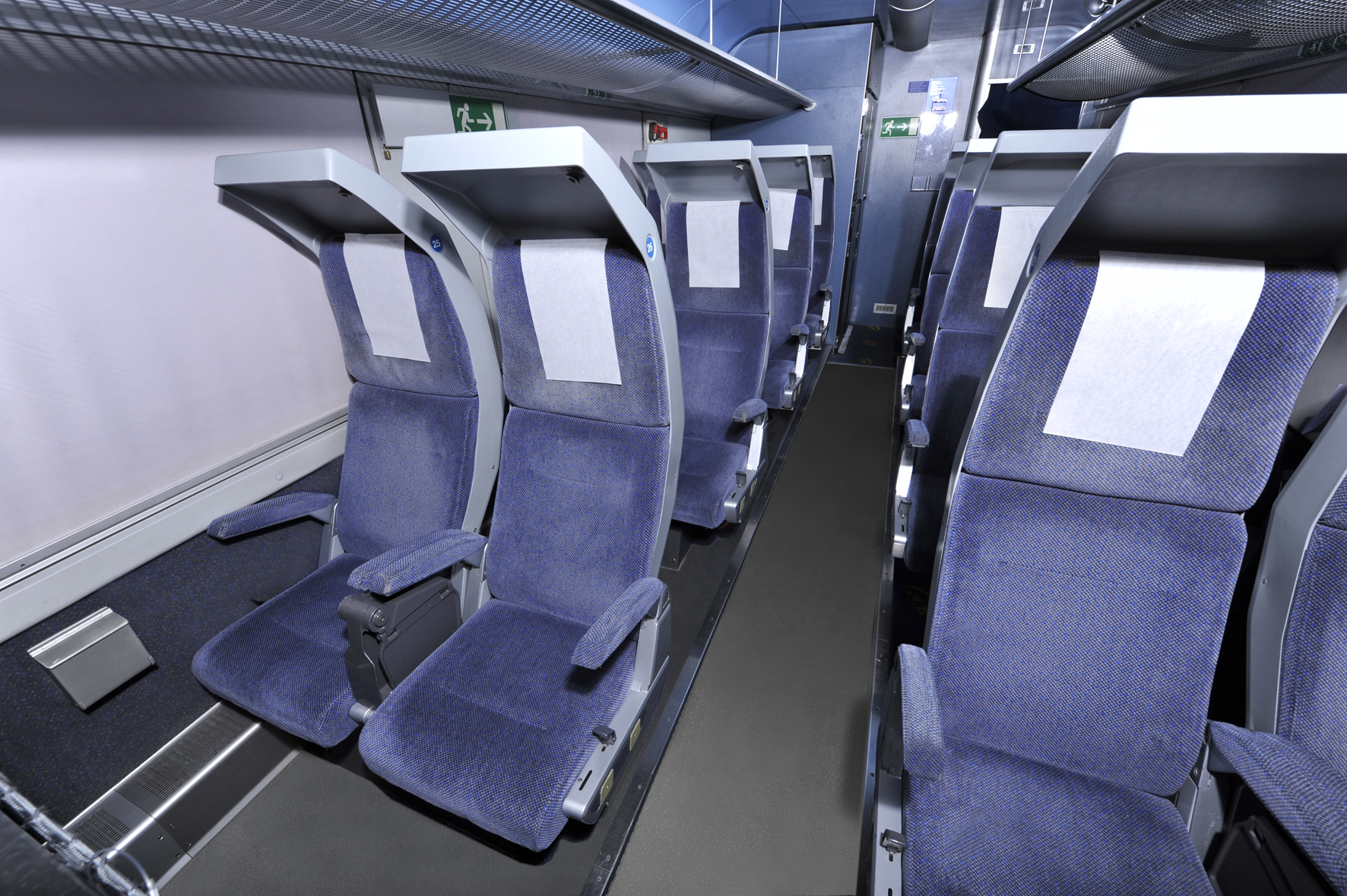
Ruhesessel

#### Bomz 236.3 und Bomdz 236.9 – Abteil-Sitzwagen, teilweise mit Fahrradabteil
Als Sitzwagen wurden auch klassische Abteilwagen eingesetzt, die aus Reichsbahn-Sitzwagen umgebaut und leicht modernisiert wurden. Die Bomz 236.3 bieten Platz für 66 Reisende in elf Abteilen, während die Fahrrad-Variante Bomdz 236.9 sechs Reisende weniger transportieren kann, dafür Platz für Gepläck und Fahrräder bietet.

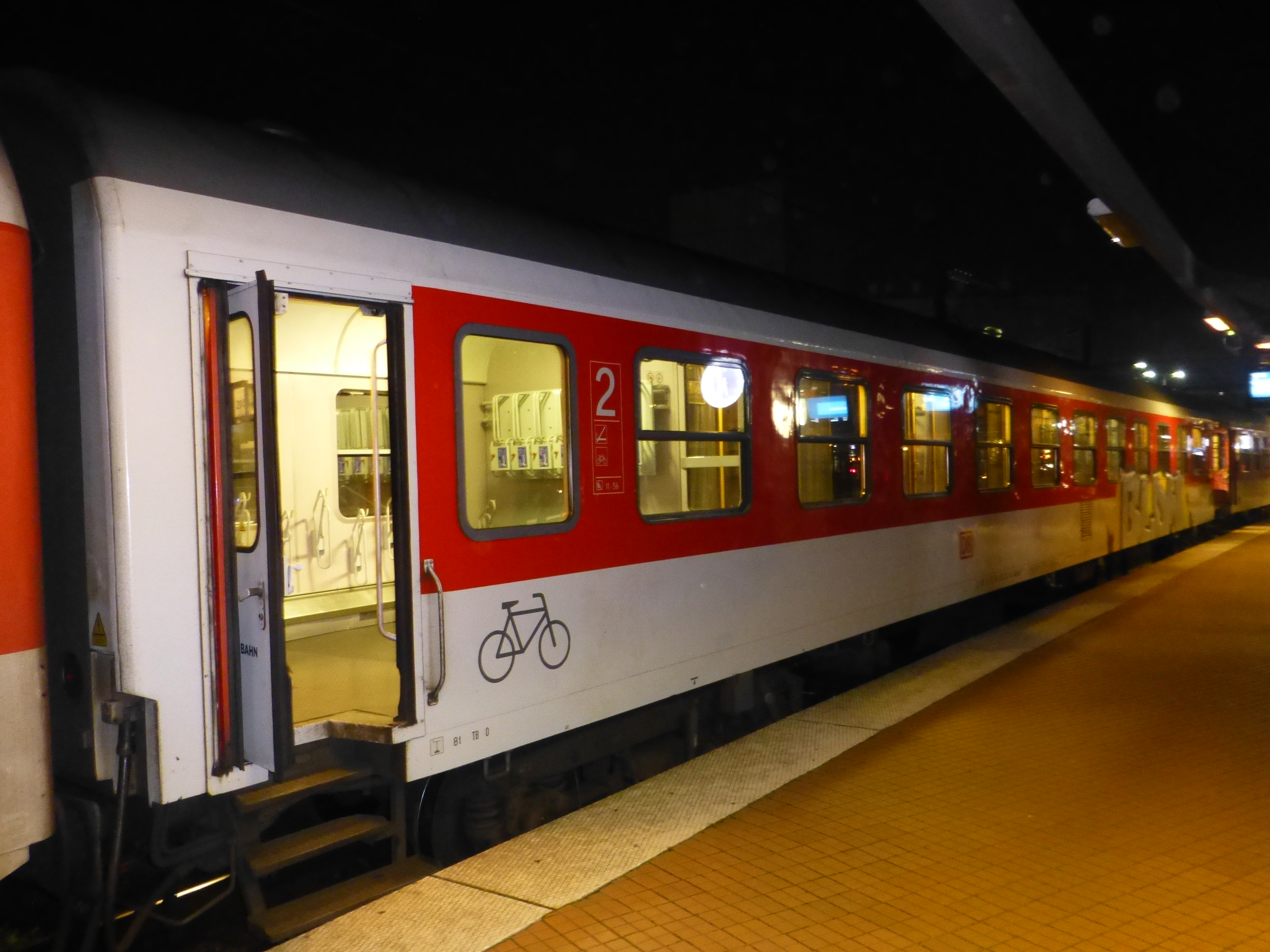
Bomdz 236.9 im CNL nach Kopenhagen
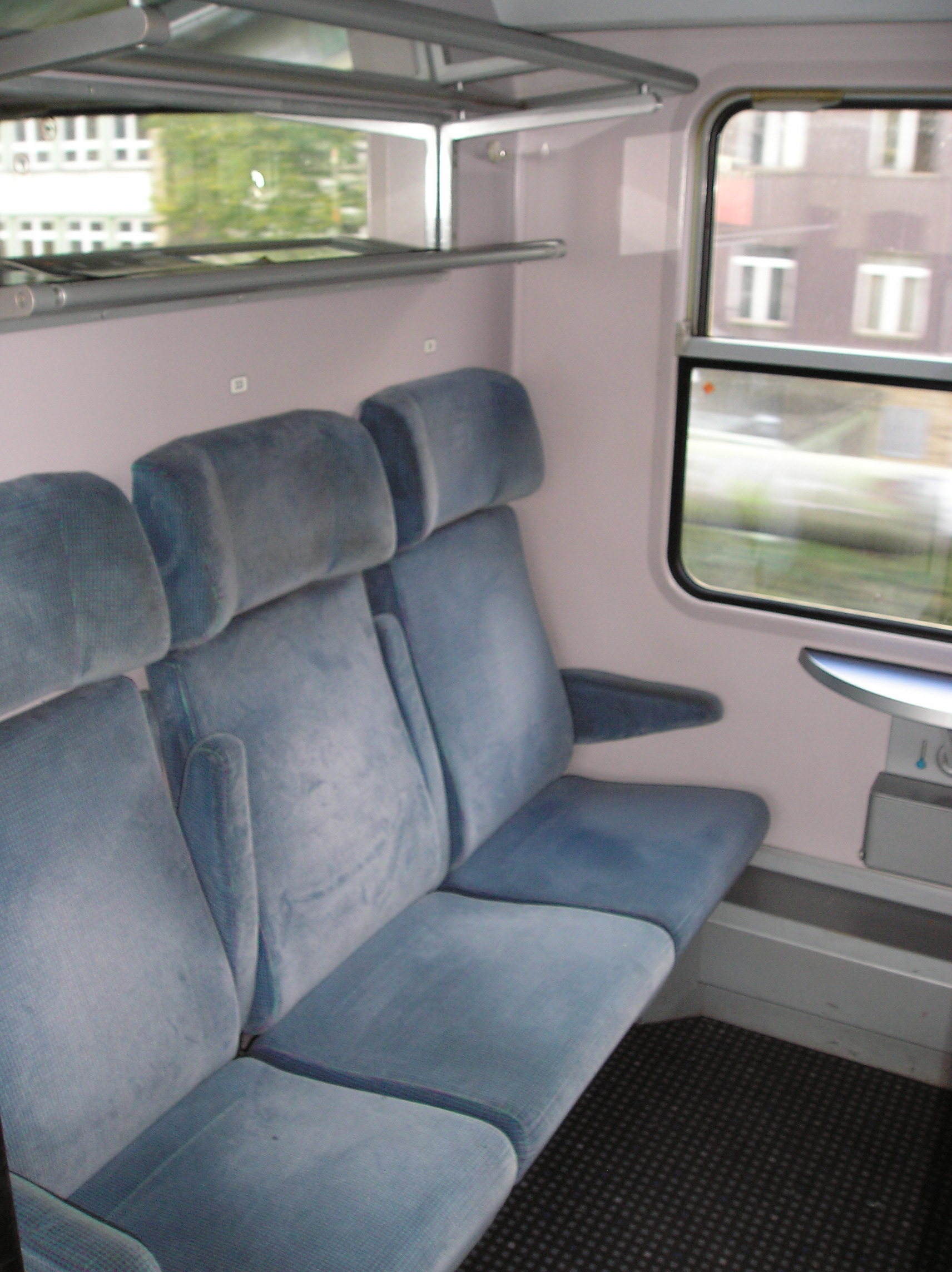
Abteil eines Bom(d)z

## Tarife und Preise

### Deutschland

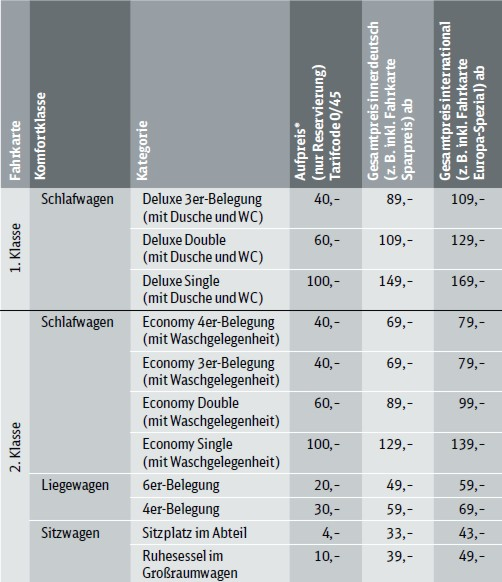
Reservierungsentgelte und Preisbeispiele 2011

Der CNL-Verkehr wurde tariflich der Produktklasse IC/EC (vormals Produktklasse B), der zweithöchsten der drei Produktklassen des DB Personenverkehrs zugeordnet. Für den City Night Line galten alle Sparpreise des Fernverkehrs sowie die entsprechenden Rabattierungsmöglichkeiten (BahnCard).
Die inzwischen üblichen Sonderangebote des Fernverkehrs (zum Beispiel das Lidl-Ticket oder das Tchibo-Ticket) galten in der Regel, aber nicht grundsätzlich auch im City Night Line. Es waren die jeweiligen Angebotskonditionen zu beachten.
Fahrkarten konnten frühestens drei Monate vor ihrem ersten Geltungstag erworben werden. Für Gruppenreisen lag der Vorlauf bei bis zu zwölf Monaten, soweit der entsprechende Fahrplan bereits bekannt war.
Zusätzlich zur Fahrkarte war eine Reservierung erforderlich (Ausnahme s. o.). Sie diente gleichzeitig als Entgelt für die Zusatzleistungen über Nacht und unterschied sich je nach Komfortkategorie.

### Weitere Länder
Niederlande
In den Niederlanden wurde der City Night Line generell über die sogenannten Globalpreise verkauft, wie sie in Deutschland für Transitverkehre gelten. Reisende mit Fahrschein (z. B. Interrailer) konnten Reservierungen auch einzeln erwerben.
Österreich
Analog Niederlande
Schweiz
Analog Deutschland. Aufgrund des hohen Transitanteils, d. h. Reisen in Richtung Niederlande, Tschechien oder Dänemark war der Anteil der Globalpreis-Fahrscheine allerdings hoch.